# Богдан Слива
Богдан Слива (пол. Bogdan Śliwa, 4 лютого 1922, Краків – 16 травня 2003, Краків) – польський шахіст, гросмейстер, шестиразовий чемпіон Польщі.

## Біографічна довідка
Народився, виріс і провів майже все своє життя у Кракові. Навчився грати в шахи в довоєнні роки, однак систематичної шахової освіти не отримав. По відновленню роботи Краківського шахового клубу в 1945 долучився до його змагань. В 1950 закінчив відділення мостобудування місцевого політехнічного інституту, інженер за освітою. Працював у промисловості, поєднуючи професійну діяльність із шаховою кар'єрою, не завжди вдало. У 1949 та 1950 не брав участі в шаховій першості Польщі з огляду на диплом і роботу, в другій половині 1950-х, отримавши нову посаду й обов'язки, мав сильний спад у грі. Ніколи не працював з тренерами, виявлявся неготовим до турнірів, почувався невпевнено в новітніх дебютах та припускався тактичних помилок у вигідних позиціях. Натомість сила його гри полягала в чудовій оцінці позиції та здатності до аналізу (за висловом професора Квілецького, пол. "znakomitej ocenie pozycji i umiejętności analizy").
У 1950-их роках став найліпшим шахістом Польщі: єдиним представником ПНР, що грав у міжзональному турнірі (1955, його успіх не був повторений), першим поляком, що наблизився до отримання звання гросмейстера (під час Олімпіади 1964 достатньо було зіграти одну партію щоб набрати необхідний мінімум 15 партій, однак капітан польської збірної не виставив Богдана Сливу в складі команди на останню гру з румунами.
З середини 1960-х поступово відійшов від участі у змаганнях, останні з'яви за турнірною шахівницею — участь у командному чемпіонаті Польщі в складі Залізничника Катовіце (пол. Kolejarz Katowice, 1975) та в міжнародному турнірі у Варшаві 1978. Продовжував грати в Краківському шаховому клубі та в заочні шахи.
1987 ФІДЕ дала пану Богданові звання почесного гросмейстера, в 1996 Слива здобув титул гросмейстера з шахів за листуванням.
Помер у віці 81 рік, похований на краківському Раковицькому цвинтарі.

## Шахова кар'єра
В довоєнній шаховій пресі з'являються перші згадки про майбутнього майстра. Брав участь у турнірі з заочних шахів львівського часопису «Szachista» 1939.
1945 року в Кракові відродився один з найстаріших шахових клубів (1893) Польщі. Туди ж долі воєнного часу звели блискучих польських шахістів, серед інших: Збігнєв Міллер з Варшави, Владислав Літманович з Лодзю, Маріян Врубель і Альфред Тарновскі зі Львова. Саме в цій плеяді відбувалось становлення Богдана Сливи.
У 1946 він несподівано здобуває свій перший титул Чемпіона Польщі. 1948 року посів третє місце слідом за Казиміром Макарчиком і Станіславом Гавліковським. З 1951 по 1954 роки чотири рази поспіль виграє індивідуальну чоловічу першість, чого досі не вдалося повторити жодному польському чемпіонові. 
На 1954 припадає найвище досягнення Богдана Сливи: третє місце на зональному турнірі в Марієнбаді дозволило кваліфікуватись на міжзональний турнір 1955, де він провів матчі з найсильнішими шахістами-претендентами на світову першість.
Саме на 1954—1955 за обрахунками системи історичної шахової статистики Chessmetrics припадає розквіт в грі Богдана Сливи: 2581 бал і 63 позиція у світі та піковий рейтинг 2586.

Серед успіхів на міжнародних турнірах Шаховий довідник згадує:
- Катовіце (1949), 1—2-е м.;
- Ригу (1959), 5—7-е;
- Варшаву (1978), 4— 5-е

Лідер краківської збірної, Чемпіон (1948, 1954) та бронзовий медаліст (1947, 1951) командних першостей Польщі з шахів (у 1951 був найкращим на першій шахівниці)
Семиразовий учасник шахових Олімпіад з загальним результатом 62½ пункти в 106 партіях:
- 1952, на четвертій шахівниці (+7 –1 =4, «срібло» в індивідуальному заліку);
- 1956, на першій шахівниці (+6 –4 =6);
- 1958, на першій шахівниці (+6 –6 =5);
- 1960, на першій шахівниці (+5 –5 =6);
- 1962, на першій шахівниці (+7 –4 =5);
- 1964, на третій шахівниці (+6 –2 =6);
- 1966, на четвертій шахівниці (+7 –3 =5).